# Wake-Up News
『Wake-Up News』（ウェークアップ・ニュース）は CS放送の日テレNEWS24（旧・NNN24）で放送されているニュース番組である。

## 概要
2017年3月までは朝いちニュースとして放送していた番組。最新の国内の動き、海外のニュースをはじめ、NY株式市況、天気予報をコンパクトにまとめたニュース番組。平日（祝日）は出勤前、出勤中に視聴しやすいように、通常番組の半分となる15分間で構成されている（土日は30分構成）。
平日と祝日は、最初の15分間は生放送、その後はリピート放送で、ニュースは随時更新する。
土日は、『Pre-Dawn Update』の再放送。

## 放送時間
- 毎日 7:00 - 9:00
- 途中、速報時は他番組同様、『BREAKING NEWS』を放送する。

## 出演者
ニュースキャスター
- 名切万里菜（月曜担当）
- 大重麻衣（火曜担当）
- 橋口秀一（木曜・日曜担当）
- 戸田山貴美（金曜担当）
- トーマス・サリー（水曜・土曜担当）
  - 平日担当のキャスターについては、次番組の『Market News』と『Morning News』も担当する。
  - 土日を担当するキャスターは前番組の『Pre-Dawn Update』と『Early Morning News』も担当する。

気象予報士（2024年8月5日～）
- 澤井明子（月曜から水曜担当）
- 岡田沙也加（木曜・金曜担当）
  - 平日担当の気象予報士については、地上波（関東地方など一部地域で放送）で放送されている『ストレイトニュース』の気象情報コーナーも担当する。
  - 土日は気象予報士による天気予報はない。
  - 代理出演：中西希（『Oha!4 NEWS LIVE』気象予報士）